# 君といれば
「君といれば」（きみといれば）は、Little Glee Monsterの3枚目のデジタル・シングル。2021年6月9日にソニー・ミュージックレコーズから配信。

## 概要
本作「君といれば」はLittle Glee Monsterの3枚目のデジタル・シングル。
- 「君といれば」は2021年4月に、休養中の芹奈を除く4人で開催された「Little Glee Monster Arena Tour 2021 "Dearest ∞ Future"」のアンコールにて披露された楽曲。そのため今回は、かれん・MAYU・manaka・アサヒの4人での歌唱となっており、芹奈が復帰した際に完成される楽曲ということで未完の新曲としてリリースされる。

- 未来への不安を吐露しながらも、前に進みながら芹奈の復帰を待つ彼女たち5人の絆を感じさせるようでもあり、「誰のせいでもない不安は一緒に持たせて僕でよかったら」と現在の世情に不安を感じている人たちにも寄り添ってくれるような優しい1曲となっている。

## 収録曲
| #  | 曲名       | 作詞       | 作曲                  | 編曲                  | 時間 | 備考         |
| -- | ---------- | ---------- | --------------------- | --------------------- | ---- | ------------ |
| 01 | 君といれば | 佐伯youthK | 佐伯youthK・Carlos K. | 佐伯youthK・Carlos K. | 4:49 | MV - YouTube |

## 収録作品
- 『re-union』（#5）

## ライブ映像作品
| 曲名       | 公演                                         |
| ---------- | -------------------------------------------- |
| 君といれば | Little Glee Monster Live Tour 2022 Journey   |
| 君といれば | Little Glee Monster Live Tour 2024 “UNLOCK!” |

## 君といれば -complete ver.-
「君といれば -complete ver.-」（きみといれば コンプリート・ヴァージョン）は、Little Glee Monsterの5枚目のデジタル・シングル。2021年8月15日にソニー・ミュージックレコーズから配信。

### 概要
- 2021年6月に休養中だった芹奈を除く4人でリリースされ未完の新曲とされていた『君といれば』を5人で歌唱したcomplete ver.としてリリース。
- リリース当日には、芹奈の復帰公演となった全国ツアーの初日にて披露された「君といれば」の映像を使用したMVが公開される。

### 収録曲
| #  | 曲名                       | 作詞       | 作曲                  | 編曲                  | 時間 | 備考         |
| -- | -------------------------- | ---------- | --------------------- | --------------------- | ---- | ------------ |
| 01 | 君といれば -complete ver.- | 佐伯youthK | 佐伯youthK・Carlos K. | 佐伯youthK・Carlos K. | 4:49 | MV - YouTube |

### 収録作品
- 『re-union』（#1）
- 『Journey』(#12・初回盤B）
  - ライブ・ヴァージョンで収録。